# ナブラ記号

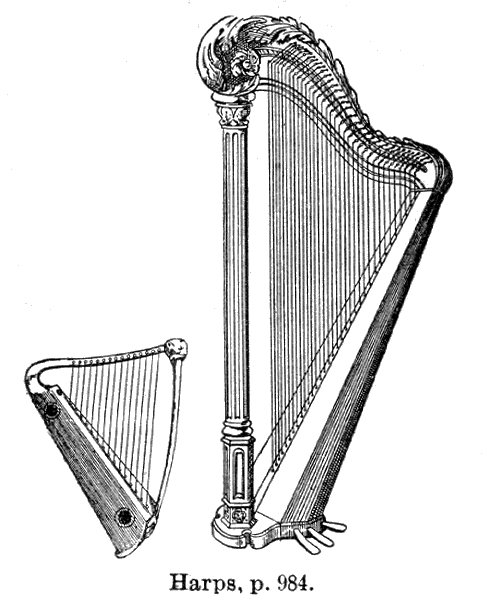
ナブラ記号の名の由来となった竪琴のナブラ

記号 ∇（ナブラ、英: nabla）の呼び名は、似た形のヘブライの竪琴のギリシャ語名 νάβλα に由来する（アラビア語とヘブライ語での呼び名とも関係がある）。数学記号としてこれを用いたのはハミルトンだが、横向き楔形 ⊲ としてである。 他にも稀に、ギリシャ文字 Δ (delta) の逆さまであるということで、逆さ綴りにしたアトレッド (atled) を呼び名とすることもある。あるいは実際のギリシャ語での呼び名は「逆さまのデルタ」(ανάδελτα) である。
別系統の呼び名として、∇ が心臓を横から見た形に似ていることから「心臓」を意味するペルシャ語の دل（デル）がある。
ナブラ記号は標準の HTML でも &nabla; と書いて、あるいは LaTeX でも \nabla と書けば利用できる。ユニコードでは16進で U+2207, 10進で 8711 にコードポイントを持つ。
なお、海面近くで小魚の群れが波を立てる様子を「なぶら」と呼ぶ地域があるが、これは魚群 (なむら) の転訛であり、数学記号とは無関係である。

## 数学における用例
∇ は数学において勾配、発散、回転を取る演算を指し示す微分作用素としてのナブラ演算を表すのに用いられる。微分幾何学における接続や、差分法における（前進差分 Δ の逆としての）後退差分、あるいは主に束論における（相等関係 Δ の逆としての）全関係を表すのにも用いられる。記号の導入者はアイルランドの数学・物理学者ハミルトンで、1837年のことである。ウィリアム・トムソンは1884年に
と書いている。
1901年にギブズとウィルソンは
と記した。

## 造船工学での用例
∇ は造船工学（船舶設計）においても船やその他任意の水上容器の排水容積を表すのに用いられる。これは排水重量（船によって排水される水の総重量）を表すのにギリシャ文字の Δ を用いることに対応して、排水容積を表すのに ∇ を用いるものであって、船が排水する水の総容積を長さの三乗の単位で表したものである。

## 符号位置
| 記号 | Unicode | JIS X 0213 | 文字参照                 | 名称   |
| ---- | ------- | ---------- | ------------------------ | ------ |
| ∇    | U+2207  | 1-2-64     | &nabla; &#x2207; &#8711; | ナブラ |